# Gullmarsgymnasiet

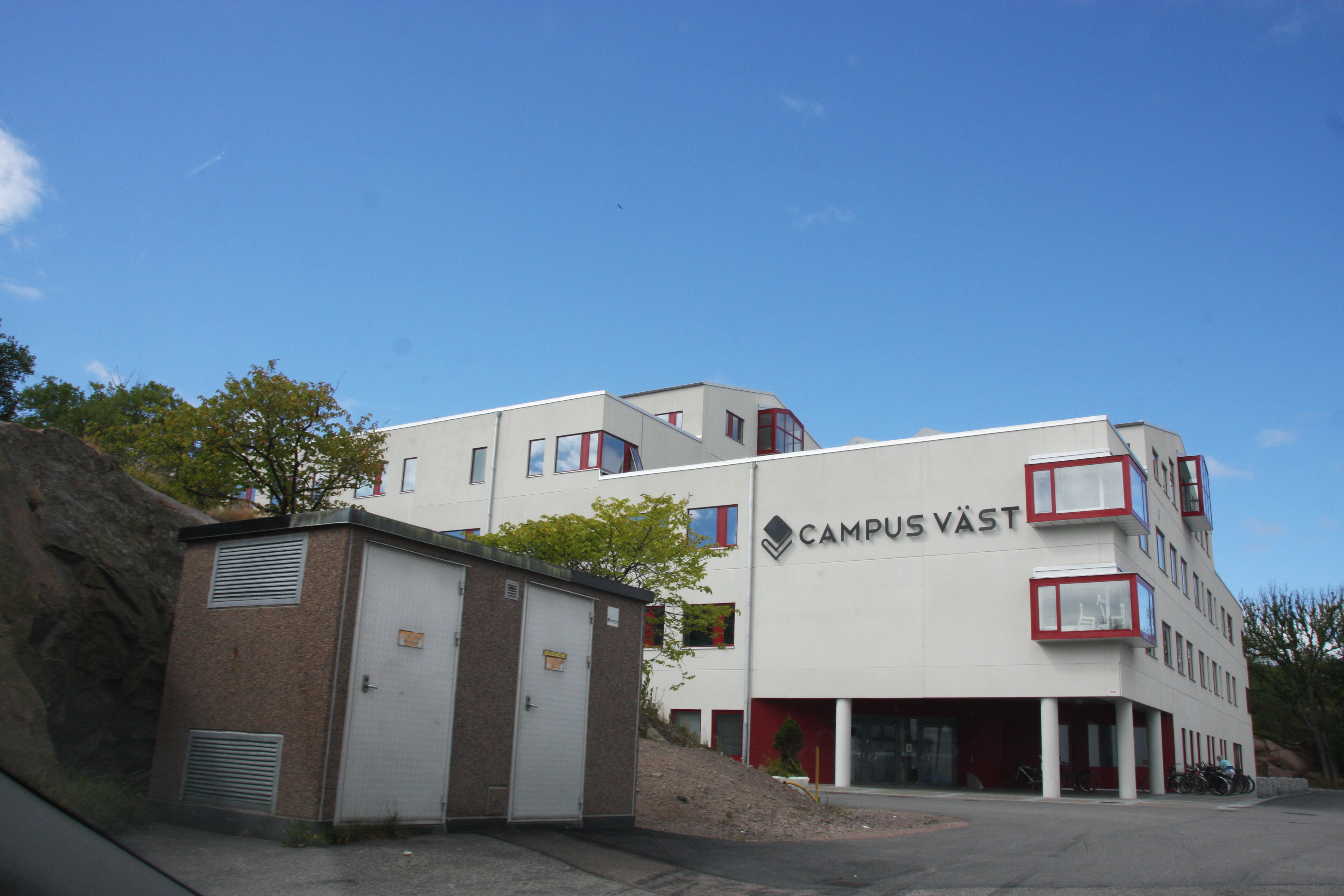
Campus Väst, Gullmarsgymnasiet och högskolan väst

Gullmarsgymnasiet är en kommunal gymnasieskola i Lysekil nära Gullmarsfjorden,
Gymnasiet har riksintag på marinbiologisk inriktning på Naturvetenskapsprogrammet och bedriver i ämnet spetsutbildning . Gymnasiet har också riksintag på marint naturbruk, vattenbruk. Skolan har fått kvalitetsstämpeln Teknikcollege och fick 2009 av Teknikföretagen utmärkelsen "Årets Teknikutbildning Gymnasieskolan 2009".